# 劉邦友血案
劉邦友血案發生於1996年11月21日早晨，臺灣桃園縣桃園市（今桃園市桃園區）縣長官邸的一起槍擊殺人案件，造成八死一重傷，死者包括時任縣長劉邦友。劉邦友因而成為台灣地方自治史上第一位於任內遇害的縣市首長。

## 事發經過

### 被害者與涉案人員
被害者一共九人：桃園縣長劉邦友、縣長機要祕書徐春國、縣長司機劉邦明、縣長官邸警衛劉明吉、劉邦亮、官邸菲律賓籍幫傭劉如梅、桃園縣議員莊順興、鄧文昌、縣政府衛生局技士張桃妹。被害者們被兩名身著雨衣的歹徒挾持到官邸警衛室中，以近乎槍決的方式槍擊頭部，一共開了十三槍，結果造成八死一重傷，只有鄧文昌在急救後死裡逃生。
之後兩位歹徒駕駛莊順興的坐車逃離現場，鄧文昌的秘書梁美嬌在後坐被挾持，之後被趕下車未滅口。

### 偵查過程
鑑識人員到場時，犯罪現場已因急救人員急於搶救被害人而遭破壞。《時報週刊》報導，部分警員於犯罪現場採樣時未戴手套，使現場遭受進一步之破壞。加以歹徒行徑違背一般常理，警方難以判斷兇手是針對何人、何事而來。唯一的倖存者鄧文昌，因腦部嚴重受創，記憶受損，未能作證；另外一位目擊者則因個人精神狀況持續不佳，亦無法作證。
據梁美嬌的證言，挾持他的兩位犯人在對話中稱縣長太囂張所以槍殺，並且其中一位犯人被稱為「老三」。警方認為梁的證言中有一些不合理之處，一度認為梁有所保留，或者犯人是故意說出這些話來誤導警方辦案。

## 後續影響
劉邦友、莊順興、鄧文昌三人當時是桃園政壇一大勢力，此案造成兩人被殺、一人腦部重創，不再有影響力。隔年的桃園縣長補選中桃園由藍轉綠，中國國民黨候選人方力脩落選，由民主進步黨候選人呂秀蓮當選縣長。媒體分析認為血案曝露出當地的黑金政治，造成選民反感，呂秀蓮的清新形象獲選民青睞。
而在此案發生後的半年內，台灣又接連發生彭婉如命案、白曉燕命案，被視為台灣治安嚴重敗壞的開端，更間接釀成李登輝政府之政治危機，最終連戰決定辭去行政院院長一職。劉邦友血案未能偵破之原因，可能與忽略犯罪現場保存，或海峽兩岸無法共同打擊犯罪，有相當之關聯性。

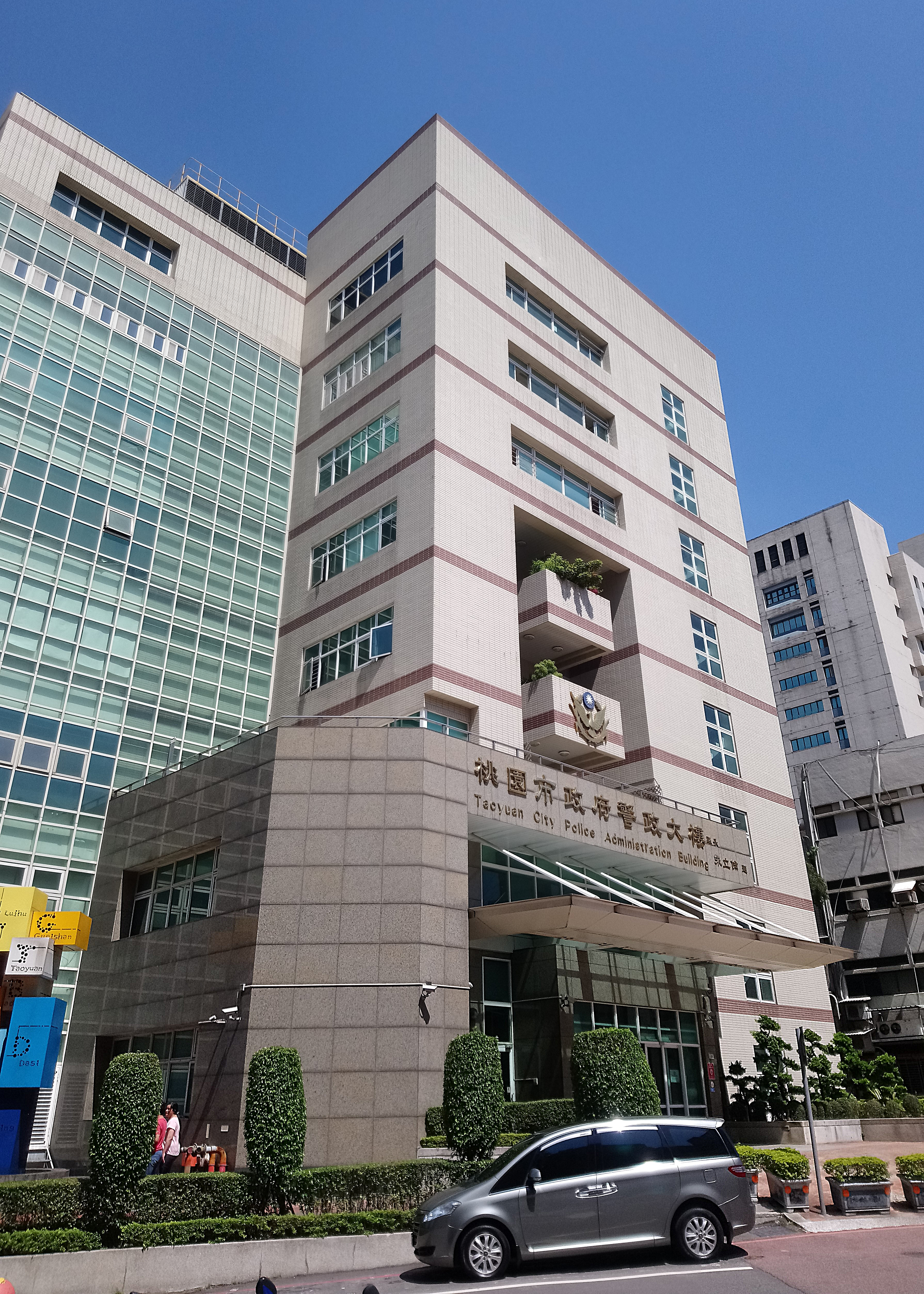
桃園市政府警政大樓

2008年1月15日，劉邦友官邸拆除改建的桃園縣政府警政大樓落成啟用，內政部警政署署長侯友宜主持啟用典禮。2014年因桃園縣升格為桃園市，更名為桃園市政府警政大樓。
2016年11月20日，劉邦友血案追訴權時效二十年期滿，臺灣桃園地方法院檢察署襄閱主任檢察官王以文說，追訴權時效是指「從來沒有被偵辦過的對象」；若是偵辦過程中已被列為嫌疑人，追訴權時效就會延長；檢方會採最寬鬆的標準來認定，專案小組不會因此解散或停止偵辦。

## 嫌疑人
天道盟太陽會總顧問劉邦誠，與劉邦友有宗親關係，綽號「老三」。案發後否認犯罪，並提出不在場證明。後來在2017年與警方槍戰後棄械投降，所判刑期預計會在獄中終老一生。由於入獄後被問到劉邦友案的回應暧昧不否認，一些新聞報導認為可能是涉案人。
黑道份子張仲德，綽號「老三」，與遇害的官邸警衛劉明吉有債務糾紛。案發後躲藏，之後到案說明，檢警排除其涉案。
板橋地區綽號「劉三」（台語發音近「老三」）的黑道，調查後認為無根據。
一證人舉報稱外貌類似兇嫌畫像的人已經由香港逃至廣州。
名列十大槍擊要犯的盧照琴，但有不在場證明。
2016年11月，在劉邦友血案20週年前夕，一位秘密證人指稱，當年殺害劉邦友等八人的兇手「老三」其實是外號「老山」的梁姓肉販，另一名兇手綽號「哥哥」。11月16日，檢調單位前往梁姓肉販的住處進行搜索、比對DNA初步排除梁涉案，將追查「哥哥」下落。

## 外部連結
- 【台灣啟示錄 全集】20190505 劉邦友官邸血案 冷案重啟 緝凶無期／詛咒？涉案者非死即傷？（页面存档备份，存于）